# Universo de la Fundación
El Universo de la Fundación se refiere a la galaxia en la que se desarrollan todas las novelas y cuentos de la Serie de los robots, la Serie del Imperio Galáctico y la Serie de la Fundación, de Isaac Asimov.

## Características principales
Este universo comprende la totalidad de la Vía Láctea, en un futuro situado 40.000 años después del siglo XX. Según cifras facilitadas por el propio autor en Fundación y Tierra, comprende una cifra aproximada de veinticinco millones de mundos habitados por humanos (según explica uno de los personajes, existen muchos mundos habitados que no figuran en los registros).

## Mundos mencionados
Categoría:Planetas de la saga de la Fundación
Diversos mundos aparecen mencionados a lo largo de toda la saga. Algunos de ellos parecen estar basados en lugares de la Tierra, probablemente en referencia a la explicación de Asimov sobre la inmigración masiva desde la Tierra.
Aurora
Planeta ficticio de las novelas del escritor de ciencia ficción Isaac Asimov. El autor lo sitúa en órbita de Tau Ceti. Aurora es el primer planeta extrasolar en ser colonizado desde la Tierra en la Primera Oleada de Colonización, que ocurre en el futuro planteado por Asimov. Posteriormente se convertiría en el planeta más poderoso de la Galaxia, que junto con los otros 50 planetas espaciales subyugó al planeta Tierra, hasta que una nueva oleada de colonización prescindiendo de robots sobrepasó el poder de dichos mundos. Esta ola de colonización terminaría creando al Imperio Galáctico.
Comporellon
Mundo gélido, situado en Sirio. Se trata de un mundo de nieves perpetuas, donde la totalidad de la población vive en ciudades subterráneas y está gobernada por un sistema social muy rígido y jerarquizado. Su principal fuente de energía son las enormes reservas de energía geotérmica, y la mayor ambición de su Gobierno es igualar y superar en tecnología a la Fundación. Además de las similitudes climáticas, económicas y geopolíticas, los pocos habitantes que son mencionados por sus nombres tienen nombres de origen ruso, por lo que posiblemente este mundo sea un calco de la percepción que se tenía a mediados del siglo XX de la Unión Soviética.
Gaia
Hace su aparición en Los límites de la Fundación. Todo animal, planta y mineral de este planeta participa de una conciencia común, formando una superestructura que trabaja conjuntamente para el bien común. Geográficamente está ubicado dentro del espacio de la Unión de Sayshell, aunque allí sea considerado como una leyenda.
Kalgan
Planeta capital de la antigua Unión de Mundos creada por el Mulo. Declara la guerra a la Fundación mediante un ataque sorpresa y esta vence gracias a su confianza en el Plan Seldon. En Segunda Fundación su parecido con la organización político-social del desaparecido Imperio del Japón se hace aún más evidente. El nombre se corresponde con el de la región china de Kalgan.
Primera Fundación, o La Fundación
El conjunto de planetas más importante de la serie y principal nación de la historia. Se trata de una federación democrática de planetas, dirigidos por el mundo de Términus, que se extiende por la Vía Láctea. Se da a entender que su organización política y social es muy parecida a la de los Estados Unidos, con un gobierno federal fuerte y el ejército más poderoso de la Galaxia. A finales de Fundación y Tierra se afirma que controla siete millones de mundos.
Sayshell
Este mundo es posiblemente muy parecido a la India; esta teoría es reforzada por el hecho de que su nombre oficial sea Unión de Sayshell. Se trata de una unión de treinta y siete mundos que es prácticamente un enclave casi rodeado por la Fundación. Sus habitantes son de piel oscura, muy numerosos y emplean nombres claramente de origen hindú. Su cultura es fuertemente psicológica; creen en la precognición, las visiones a través de los sueños y desprecian a los "materialistas" (gente que no cree en esas cosas). En Fundación y Tierra, donde hacen su aparición, observan con desconfianza a la Fundación y se libran de ser invadidos por esta gracias a los buenos oficios de Gaia. Lo más interesante de esta nación es que Gaia está dentro de su territorio, si bien los sayshellianos no terminan de creer en su existencia.
Solaria
Planeta ficticio, uno de los llamados "Mundos Espaciales". El desarrollo social de Solaria se mueve entre la ciencia ficción y la sociología-ficción.
Términus
Planeta ficticio ubicado en el borde de la Vía Láctea, que desempeña un papel fundamental en las novelas del Ciclo de Trántor. Es la capital de la Primera Fundación.
Tierra
Planeta ficticio, centro de la colonización galáctica y escenario de un destino trágico e irreversible. La colonización comienza a inicios del siglo XXI, con la exploración y ocupación de los sistemas estelares cercanos gracias a la invención del motor hiperatómico. Los primeros planetas extra-solares colonizados serán denominados "Mundos Espaciales". El primero de éstos en ser colonizado por la Tierra en esta primera ola es Aurora; luego vendrán otros, hasta culminar colonizando 50 mundos en total, en el lapso de unos 2 o 3 mil años.
Trántor
Planeta ficticio, capital del Imperio Galáctico. Posteriormente, tras la caída del Imperio y el cambio de la capitalidad a Neotrantor, Trantor queda aislado de todo esplendor tecnológico, sufriendo un proceso de involución en el que sus habitantes, en su mayoría agrarios, pasan a llamar al planeta Hame, que según Asimov es una distorsión de la palabra "Home", que en inglés quiere decir "Hogar". El único edificio que queda intacto desde los días del Imperio es la Biblioteca Galáctica, un posible trasunto de la desaparecida Biblioteca de Alejandría.

## Personajes
- Bayta Darell
- Bel Riose
- Bliss
- Cleón I
- Dors Venabili
- El Mulo
- Elijah Baley
- Golan Trevize
- Hari Seldon
- Janov Pelorat
- R. Daneel Olivaw
- R. Giskard Reventlov
- Salvor Hardin
- Susan Calvin
- Yugo Amaril

## Universo literario
El Universo de la Fundación es un conjunto de por lo menos dieciséis libros de ciencia ficción escritos por Isaac Asimov en los años 1942-1957 y 1982-1992 (año de su muerte), textos que esbozan (según sus propias palabras) "una especie de historia del futuro". Se trata, en realidad, de una ficción tecno-sociológica donde los artefactos tecnológicos, fundamentalmente los robots, condicionan la organización social de modos que sorprenden e incitan a la reflexión.

### Serie de la Gran Fundaciónde Asimov

#### Uniendo las series de losRobots, elImperio Galácticoy laFundación
En términos de la línea de tiempo de la llamada Serie de la Gran Fundación de Asimov hay un cuento infantil de Asimov, "Los enviados del cielo", publicado por primera vez en la revista Boys' Life en diciembre de 1974, que cierra la brecha entre la Serie de los robots y la Serie del Imperio Galáctico. Según el cuento, la historia tiene lugar cuando los humanos se "dispersan por cientos y miles de mundos". Cronológicamente, esto colocaría a "Los enviados del cielo" después de Robots e Imperio y antes de En la arena estelar. Sin embargo, como es un cuentos para niños e involucra a una especie inteligente no humana, no encaja perfectamente en el universo de las series de los Robots, del Imperio Galáctico y de la Fundación de Asimov, en el que los humanos son la única especie inteligente en la galaxia.
Más tarde, Asimov integró la Serie de los robots en su Serie de la Fundación, haciendo que R. Daneel Olivaw apareciera de nuevo veinte mil años después en la era del Imperio Galáctico, en secuelas y precuelas de la trilogía original de la Fundación; y en la novela final de la Serie de los Robots, Robots e Imperio, se ve cómo se establecieron los mundos que luego formaron el Imperio y cómo la Tierra se volvió radiactiva (esto se mencionó por primera vez en Un guijarro en el cielo).
La novela En la arena estelar afirma explícitamente que la Tierra es radiactiva debido a una guerra nuclear. Asimov explicó más tarde que la razón en el universo de esta percepción es que fue formulada por los terrestres muchos siglos después del evento, y que se había distorsionado debido a la pérdida de gran parte de su historia planetaria.[cita requerida] Esta novela generalmente se considera parte de la Serie del Imperio Galáctico, pero no menciona directamente ni a Trantor ni a los mundos espaciales. Aquí aparece un personaje con un visi-sonor, el mismo instrumento musical que toca el bufón Magnífico en Fundación e Imperio . Según los detalles de la novela, debido a que la Tierra aún es en su mayor parte habitable y a la ausencia de un gobierno galáctico unificado, éste probablemente caería durante la formación temprana del Imperio (antes de que se expandiera para abarcar la galaxia).
La Serie de la Fundación está ambientada en el mismo universo que la primera novela publicada de Asimov, Un guijarro en el cielo, aunque Fundación tiene lugar unos 10.000 años después. Un guijarro en el cielo se convirtió en la base de la Serie del Imperio Galáctico. Más tarde, en una fecha desconocida (antes de escribir Los límites de la Fundación), Asimov decidió fusionar la serie Fundación/Imperio Galáctico con su Serie de los robots. Por lo tanto, las tres series están ambientadas en el mismo universo, lo que les da una longitud combinada de 18 novelas y un total de aproximadamente 1.500.000 palabras. La fusión también creó un lapso de tiempo de alrededor de 20.000 años.
La serie, en sentido amplio, está constituida por tres series novelísticas que fueron unidas por el autor a lo largo del tiempo:
1. La Serie de los robots, donde que se narra el desarrollo de la ciencia robótica en la Tierra, los primeros esfuerzos colonizadores de la Galaxia, los conflictos entre la Tierra y sus ex colonias y la influencia de los robots en el desarrollo de la colonización.
2. A continuación, viene la Serie del Imperio Galáctico, que narra la formación del Imperio Galáctico a partir de la aceleración de la colonización y las conquistas realizadas por Trántor, el mundo rector que se encuentra en el centro de la Galaxia.
3. El tercer ciclo es el de la Serie de la Fundación propiamente dicho, en un sentido restringido, que narra la caída del Imperio Galáctico y la formación de un Segundo Imperio a partir de la expansión de la Fundación, ayudada desde las sombras por la Segunda Fundación y la ciencia de la psicohistoria, y la velada influencia de los robots.

La novela independiente Némesis también está en la misma continuidad; siendo referenciada en Hacia la Fundación, donde Hari Seldon se refiere a una historia de veinte mil años de antigüedad de "una mujer joven que podía comunicarse con un planeta entero que giraba alrededor de un sol llamado Némesis". Los comentaristas señalaron que Némesis contiene referencias apenas disimuladas a los espaciales y su sistema de calendario, el Imperio Galáctico e incluso a Hari Seldon, que parecen haber sido colocadas deliberadamente con el propósito de una integración posterior en el Universo de la Fundación.

#### "Nota del autor" de Asimov enPreludio a la Fundación
El prólogo de Preludio a la Fundación contiene el orden cronológico de los libros de ciencia ficción de Asimov. Asimov afirmó que los libros de sus series Robots, Imperio Galáctico y Fundación "ofrecen una especie de historia del futuro, que quizás no sea completamente consistente, ya que, para empezar, no planifiqué la coherencia". Asimov también señaló que los libros de su lista "no fueron escritos en el orden en que (quizás) deberían leerse". En la "Nota del autor", Asimov señaló que hay espacio para un libro entre Robots e Imperio y Las corrientes del espacio, y que podría continuar Fundación y Tierra con volúmenes adicionales.
Hacia la Fundación, Némesis y El robot humano no aparecen en la lista de Asimov, ya que aún no se habían publicado en ese momento, y el orden de las novelas del Imperio en la lista de Asimov no es del todo consistente con otras listas. Por ejemplo, en la edición de 1983 de Los robots del amanecer, publicada por Ballantine Books, se enumeran las novelas del Imperio Galáctico como: En la arena estelar, Las corrientes del espacio y Un guijarro en el cielo. Dado que Las corrientes del espacio incluye Trantor y En la arena estelar no, estos dos libros posiblemente se invirtieron accidentalmente en la lista de Asimov.

#### Argumento
En la saga se aborda y desarrolla la primera y reñida expansión humana en la Galaxia mediante la colonización de los primeros mundos espaciales, la lucha de estos con la Tierra por el predominio galáctico, la derrota final de los espaciales a manos de los colonos terráqueos, la decadencia de la Tierra como planeta civilizado por efecto de una radiactividad inducida, la gran diáspora que significó la huida de la población humana de la Tierra y su dispersión por la Galaxia, la colonización de millones de mundos por la humanidad, la formación del Imperio Trantoriano, su conversión en Imperio Galáctico y la decadencia del mismo. En paralelo a esto se narra el desarrollo de la ciencia robótica y la influencia que los robots tienen sobre las sociedades humanas. Un momento clave y decisivo es la creación del robot R. Daneel Olivaw, personaje mítico que abarca con su presencia explícita o velada toda la saga. El Imperio, formado originalmente por la expansión de los seres humanos en el espacio exterior (origen del que se ha perdido la memoria), agrupa millones de planetas de nuestra Galaxia. Su decadencia sucede en un futuro muy lejano y el planteamiento central es el problema de evitar el dolor y la destrucción de vidas y bienes que se producirá con la desaparición de su sistema absolutista de gobierno galáctico. Para minimizar el daño, ya que la caída del Imperio es inevitable, se crean dos poderosas organizaciones: una pública (la Primera Fundación) y otra secreta (la Segunda Fundación). Situadas en extremos opuestos de la Galaxia, servirán de promotores de la gestación de un Segundo Imperio Galáctico. Las medidas a tomar son las dictadas por una ficticia ciencia aplicada, la psicohistoria, que permitirán reducir el inevitable período de caos a solo mil años.
La saga se cierra con un enlace entre el ciclo de los robots y el de la Fundación propiamente dicha, mediante la exposición del plan Gaia-Galaxia de Daneel Olivaw, como respuesta a la necesidad de hacer frente a una hipotética invasión alienígena. La psicohistoria, al parecer, no basta para asegurar el futuro de la especie humana, sino que es necesario ir un paso más allá, y crear una conciencia galáctica que sea un eficaz escudo frente al caos y las entidades alienígenas. Sin embargo, Asimov dejó planteada una gran contradicción: el plan Gaia-Galaxia contrapuesto a la efectiva formación del Segundo Imperio Galáctico, atestiguado este último por la publicación de la Enciclopedia Galáctica en el futuro del plan diseñado por Hari Seldon, un parámetro difícil del obviar. Asimov no tuvo tiempo de explicar la contradicción y han sido otros autores los encargados de aventurar una solución. Por ejemplo, David Brin, en El triunfo de la Fundación, apuesta que la Fundación prevalecerá al fin sobre Gaia, sea mediante una transacción, una incorporación o una absorción. Donald Kingsbury en Crisis psicohistórica prescinde totalmente del plan de Daneel y supone la efectiva creación del Segundo Imperio bajo la dirección de los psicohistoriadores de la Segunda Fundación; en ciertos pasajes del capítulo 12 hasta hace una ironía del famoso robot asimoviano, presentando a Danny-Boy, un viejo robot aún activo, polifuncional, en poder de un experto en antigüedades, el cual sospecha que su origen se remonta a los comienzos de la colonización galáctica.
No se trata de burdas historias de monstruos verdes con ojos saltones ni de vaqueros espaciales. Asimov fue un profesional universitario que escribió también excelentes libros de divulgación científica. El rigor científico con que están escritos sus libros se refleja, por ejemplo en las frecuentes citas de la ficticia Enciclopedia Galáctica, monumental obra que recopila los saberes de todos los habitantes de la galaxia. Los siguientes son cortos fragmentos de algunas de las informaciones que la enciclopedia brinda sobre la Psicohistoria:

Psicohistoria:
...Gaal Dornick, utilizando conceptos no matemáticos, ha definido la Psicohistoria como la rama de la Matemática que estudia las reacciones de los conglomerados humanos ante determinados estímulos sociales y económicos...
Implícitamente, en todas estas definiciones se presupone que el conglomerado humano de que se trata debe ser lo suficientemente grande como para poder admitir un tratamiento estadístico. La magnitud necesaria para tal conglomerado puede determinarse por el Primer Teorema de Seldon que dice...
Otra condición necesaria es que el conglomerado humano no debe ser consciente de ese análisis psicohistórico, con el objeto de que las reacciones sean realmente auténticas...
Los fundamentos de toda la Psicohistoria están en el desarrollo de las Funciones de Seldon, que muestran las propiedades congruentes de fuerzas sociales y económicas tales como...

En todos los libros de la saga Asimov enfatiza la importancia de los factores culturales y ejemplifica maneras de promover los positivos y de eliminar, atenuar o sortear los negativos.

#### Novelas independientes ambientadas en el universo
Si bien no se menciona en la "Nota del autor" de Preludio a la Fundación, las novelas El fin de la Eternidad (1955), Némesis (1989) y El robot humano (1992) están relacionadas con la Serie de la Gran Fundación.
El fin de la Eternidad se menciona vagamente en Los límites de la Fundación, donde un personaje menciona a los eternos, cuya "tarea era elegir una realidad que fuera más adecuada para la Humanidad". (El fin de la Eternidad también se refiere a un "Imperio Galáctico" dentro de su historia.) El mismo Asimov no mencionó El fin de la Eternidad en la lista de la serie en Preludio a la Fundación.
En cuanto a Némesis, fue escrito después de Preludio a la Fundación, pero en la nota del autor, Asimov afirma explícitamente que el libro no es parte de las series de la Fundación o del Imperio Galáctico, pero que algún día podría relacionarlo con ellas. En Hacia la Fundación, Hari Seldon se refiere a una historia de veinte mil años de antigüedad de "una mujer joven que podía comunicarse con un planeta entero que giraba alrededor de un sol llamado Némesis", una referencia a Némesis . En Nemesis, la colonia principal es uno de los Cincuenta Asentamientos, un grupo de colonias orbitales que forman un estado. Los Cincuenta Asentamientos posiblemente fueron la base de los cincuenta mundos espaciales en las historias de la Serie de los robots. La implicación al final de Némesis de que los habitantes de las colonias extraterrestres se están separando de los humanos terrestres también podría estar relacionada con una implicación similar sobre los espaciales en los libros de la serie Isaac Asimov's Robots de Mark W. Tiedemann. Según Alasdair Wilkins, en una discusión publicada en Gizmodo, "Asimov ama absolutamente las estructuras extrañas y elípticas. Sus tres novelas de ciencia ficción que no son sobre robots/Fundación —El fin de la eternidad, Los propios dioses y Némesis— se apoyaron en gran medida en narraciones no cronológicas, y lo hace con gusto en Los propios dioses".
En Los robots del amanecer, el Dr. Han Fastolfe resume brevemente la historia de El robot humano (1992) o "El hombre bicentenario" (1976) en una conversación con Elijah Baley.

#### Obras ambientadas en el universo
El prólogo de Preludio a la Fundación contiene el orden cronológico de los libros de ciencia ficción de Asimov. Asimov afirmó que los libros de sus series Robots, Imperio Galáctico y Fundación "ofrecen una especie de historia del futuro, que quizás no sea completamente consistente, ya que, para empezar, no planifiqué la coherencia". Asimov también señaló que los libros de su lista "no estaban escritos en el orden en que (quizás) deberían leerse".
Las siguientes obras se enumeran en orden cronológico por narrativa:
1. Serie de los robots, o Ciclo de la Tierra (The Robot) (I):
0.5.1. Cuentos sobre robots, ambientados entre los siglos 20 y 22 (1995—2180), publicados en las colecciones de cuentos The Rest of the Robots (1964), El robot completo (1982), Sueños de robot (1986), Visiones de robot (1990) y Gold: The Final Science Fiction Collection (1995)[15]
0.5.2. Yo, robot (I, Robot) (1950), fix-up de 5 cuentos y 4 novelas cortas, ambientada en el siglo 21 (1998—2052) en la Tierra[15]
2. El robot humano (The Positronic Man) (1992), con Robert Silverberg, novela independiente, basada en la novela corta de Asimov de 1976 "El hombre bicentenario", ambientada entre los siglos 22 y 24 (2160—2360)[15]
3. Némesis (Nemesis) (1989), novela independiente, ambientada en el siglo 23 (2236) en un sistema estelar a unos 2 años luz de la Tierra, cuando los viajes interestelares eran una novedad
4. Serie de los robots, o Ciclo de la Tierra (The Robot) (II):
0.7. "Madre Tierra" ("Mother Earth") (1949), novela corta, única historia de esta serie publicada en la colección de cuentos The Early Asimov, ambientada en el siglo 25 (2421)[15]
  1. Las bóvedas de acero, o Bóvedas de acero (The Caves of Steel) (1954), novela, ambientada en el siglo 35 (3421) en la Tierra[15]
  2. El sol desnudo (The Naked Sun) (1957), novela, ambientada en el siglo 35 (3422) en el planeta espacial Solaria[15]
2.5. "Imagen en un espejo", o "Espejo-Imagen", o "Reflejo exacto", o "Reflejo simétrico", o "Imagen especular" ("Mirror Image") (1972), cuento, publicado en la colección de cuentos El robot completo, ambientado en el siglo 35 (3423)[15]
  3. Los robots del amanecer, o Los robots de Aurora (The Robots of Dawn) (1983), novela, ambientada en el siglo 35 (3424) en el planeta espacial Aurora[15]
  4. Robots e Imperio (Robots and Empire) (1985), novela, ambientada en el siglo 37 (3624) en la Tierra, Solaria, Aurora y Baleymundo[15]
5. Serie del Imperio Galáctico (Galactic Empire):
  1. En la arena estelar, o Rebelión en la galaxia, o Polvo de estrellas (The Stars, Like Dust) (1951), novela, ambientada en el siglo 49 (4850), miles de años en el futuro antes de la fundación de un Imperio Galáctico[15]
  2. Las corrientes del espacio (The Currents of Space) (1952), novela, ambientada en el siglo 112 (11129), miles de años en el futuro durante la unificación de la galaxia de Trántor en el Imperio Galáctico[15]
  3. Un guijarro en el cielo (Pebble in the Sky) (1950), novela, ambientada en el siglo 125 (12411), miles de años en el futuro en la Tierra, cuando la galaxia se ha unificado en el Imperio Galáctico[15]
  4. "Callejón sin salida" ("Blind Alley") (1945), cuento, ambientado en el siglo 126 (12561—12562)[15]
6. Serie de la Fundación (Foundation):
  1. Serie Precuelas de la Fundación (Fundation prequels):
    1. Preludio a la Fundación (Prelude to Foundation) (1988), novela, ambientada en el siglo 237 (23604)[15]
    2. Hacia la Fundación (Forward the Foundation) (1993), novela, publicada póstumamente, ambientada en el siglo 237 (23612—23653)[15]

  2. Trilogía de la Fundación, o Ciclo de Trántor (Foundation):
    1. Fundación (Foundation) (1951), novela, ambientada en los siglos 237 a 239 (23651—23812)[15]
    2. Fundación e Imperio (Foundation and Empire, o The Man Who Upset the Universe) (1952), novela, ambientada en los siglos 239 a 240 (23847—23963)[15]
    3. Segunda Fundación (Second Foundation) (1953), novela, ambientada en los siglos 240 a 241 (23968—24029)[15]

  3. Serie Fundación extendida (Extended Foundation):
    1. Los límites de la Fundación (Foundation's Edge) (1982), novela, ambientada en el siglo 242 (24150)[15]
    2. Fundación y Tierra (Foundation and Earth) (1986), novela, ambientada en el siglo 242 (24150)[15]
7. El fin de la Eternidad (The End of Eternity) (1955), novela independiente, sobre Eternidad, una organización "fuera del tiempo" que tiene como objetivo mejorar la felicidad humana alterando la historia

### Obras de otros escritores que expanden el Universo de la Fundación
Estos libros no pertenecen a la saga original escrita por Asimov, aunque en cierta forma han profundizado el universo creado por éste, atando cabos sueltos y explicando en forma más bien coherente clásicas interrogantes dejadas por el autor, las cuales no pudo o no tuvo tiempo de explicar. Por ejemplo, es notable la respuesta que da Benford a la incógnita de por qué la Galaxia se encontraba carente de civilizaciones alienígenas al momento de ser colonizada y dominada por el hombre. Y la respuesta es simple y lógica: flotas de robots positrónicos (los "amadiros") enviadas desde el planeta Aurora acabaron con ellas en el comienzo de la colonización galáctica. O la explicación que da Brin a la interrogante de cómo una civilización galáctica se pudo mantener estática en lo social y tecnológico durante miles de años sin, por ejemplo, reinventar los robots una y otra vez en los millones de mundos que formaban el Imperio Galáctico; la respuesta -en la línea de Asimov- es consecuencia de la manipulación mental que Daneel Olivaw ha hecho mediante los llamados "emisores giskardianos" (sofisticados aparatos que se camuflan en órbita de cada mundo habitado) induciendo un estado de conformismo y estancamiento, en respuesta al problema del caos y por el "bien" -tal como lo entiende Daneel- de la humanidad. Por otro lado, Kingsbury afronta valientemente la tarea de narrar las consecuencias que supone un Segundo Imperio controlado por los poderes mentales y la psicohistoria, concluyendo que el paternalismo psicohistórico no debe ni puede limitar la libertad humana; después de un largo ciclo, Kingsbury vuelve a la premisa original de Asimov: solo el ejercicio de la libertad puede asegurar el buen desarrollo de la humanidad.

#### Trilogía deCalibán
La trilogía de Calibán, serie del Robot Calibán o Segunda Trilogía de los Robots (Isaac Asimov's Caliban) es una serie de tres novelas escritas por el autor estadounidense Roger MacBride Allen en colaboración estrecha con Asimov, el cual contribuyó con la concepción general.
La trilogía está constituida por las novelas:
1. Calibán, o Caliban: El nuevo robot de Isaac Asimov (Isaac Asimov's Caliban) (1993)
2. Infierno, o Inferno (Isaac Asimov's Inferno) (1994)
3. Utopía (Isaac Asimov's Utopia) (1996)

Ambientadas en el contexto de los decadentes mundos espaciales y su lucha por sobrevivir frente a los expansivos colonizadores terrícolas, la trilogía es una reelaboración del tema detectivesco -tema desarrollado por Asimov en novelas como Las bóvedas de acero- en combinación con el robótico -en que se problematizan hasta el extremo las posibles consecuencias negativas de la aplicación de las tres leyes de la robótica, postulándose la necesidad de un tipo de robot con una conducta no regida por ellas y capaz de descubrir el mundo por sí mismo y aceptar una dosis de riesgo para la humanidad-; a esto se le agregan preocupaciones ecológicas y ambientalistas.

#### Segunda trilogía de la Fundación
La Segunda trilogía de la Fundación (The Second Foundation Trilogy) está formada por tres novelas, cada una de un escritor diferente (autorizados por los herederos de Isaac Asimov).
La trilogía está constituida por las novelas:
1. El temor de la Fundación (Foundation's Fear) (1997), de Gregory Benford
2. Fundación y Caos (Foundation and Chaos) (1998), de Greg Bear
3. El triunfo de la Fundación (Foundation's Triumph) (1999), de David Brin

La serie de novelas está ambientada en momentos distintos de la vida de Hari Seldon.

#### Colección de cuentosAsimov y sus amigos. En torno a Fundación
La colección de cuentos Asimov y sus amigos. En torno a Fundación (Foundation's Friends: In Honor of Isaac Asimov, o Foundation's Friends: Stories in Honor of Isaac Asimov) (1989), editada por Martin H. Greenberg, es un homenaje a Isaac Asimov.
La colección contiene cuentos y novelas cortas de diecisiete escritores, casi todos relacionados con el Universo de la Fundación, aunque hay algunos ambientados en otras historias de ciencia ficción y misterio. Las historias relacionadas con el Universo de la Fundación son estas once:
- Ambientadas en la Serie de los robots:
  - "La corredora de cintas" ("Strip-Runner"), novela corta de Pamela Sargent
  - "Dilema" ("Dilemma"), cuento de Connie Willis
  - "Equilibrio" ("Balance"), cuento de Mike Resnick
  - "PAPPI", cuento de Sheila Finch
  - "La caverna de Platón" ("Plato's Cave"), novela corta de Poul Anderson
  - "Los cazacoches de la llanura de cemento" ("Carhunters of the Concrete Prairie"), novela corta de Robert Sheckley
  - "La mancha" ("Blot"), novela corta de Hal Clement
  - "La cuarta ley de la robótica" ("The Fourth Law of Robotics"), cuento de Harry Harrison
- Ambientadas en la Serie de la Fundación:
  - "La caída de Trántor" ("Trantor Falls"), cuento de Harry Turtledove
  - "Conciencia de Fundación" ("Foundation's Conscience"), cuento de George Zebrowski
  - "El originista" ("The Originist"), novela corta de Orson Scott Card

#### NovelaCrisis psicohistórica
La novela de ciencia ficción Crisis psicohistórica (Psychohistorical crisis) (2001), escrita por Donald Kingsbury y basada en la novela corta del mismo autor "Historical Crisis" (1995), es una reimaginación del universo de la Trilogía de la Fundación.
Dado que no tuvo el respaldo de los albaceas literarios del fallecido Asimov, no cuenta con los nombres propios específicos de la trilogía original, los que fueron alterados.
Ambientada cerca de dos mil años después de los principales acontecimientos narrados en Segunda Fundación, la novela muestra un consolidado y apacible Segundo Imperio Galáctico, controlado por los —ahora expuestos— psicoacadémicos.

#### SerieIsaac Asimov's Robot Mystery
La serie Isaac Asimov's Robot Mystery, del escritor estadounidense de ciencia ficción y ficción detectivesca Mark W. Tiedemann, consta de tres novelas:
1. Asimov's Mirage (2000)
2. Asimov's Chimera (2001)
3. Asimov's Aurora (2002)

Está ambientada en la Serie de los robots, concretamente entre las novelas Los robots del amanecer y Robots e Imperio.

#### Serie Robot City
La serie Robot City (La Ciudad de los Robots) es una serie de novelas escritas por varios autores y conectadas libremente con la serie Robots de Isaac Asimov. Tiene lugar entre  Los robots del amanecer  y Robots e Imperio. Son novelas independientes aunque con un protagonista y una línea argumental común: un mundo con humanos, robots y cyborgs. Cada novela empieza donde acaba la anterior formando una gran historia que también puede ser leída de forma independiente. En todas ellas, el desafío es el mismo: resolver una serie de rompecabezas planteados por el propio Asimov, dentro de situaciones que desafían a las Tres Leyes de la Robótica creadas por él. Consta de 6 novelas:
1. Odisea (Odyssey, 1987) de Michael P. Kube-McDowell
2. Sospecha (Suspicion, 1987) de Michael P. Kube-McDowell y Mike McQuay
3. Cyborg (Cyborg, 1987) de Robert Chilson and William F. Wu
4. Prodigio (Prodigy, 1988) de Arthur Byron Cover
5. Refugio (Refuge, 1988) de Robert Chilson
6. Perihelion (Perihelion, 1988) de William F. Wu

#### Robots & Aliens
La serie Robots & Aliens sigue la acción de las novelas de la serie Robot City, con los mismos protagonistas Derec y Ariel, y muchos otros personajes. La trama trata de las Tres Leyes y de los encuentros entre robots y diferentes variedades de vida extraterrestre. Consta de 6 novelas:
1. Metamorfosis (The Changeling, 1989) de Stephen Leigh
2. Renegado (Renegade, 1989) de Cordell Scotten y Robert Thurston
3. Intruso (Intruder, 1990) de Robert Thurston
4. Alianza (Alliance, 1990) de Jerry Oltion
5. Maverick (Maverick, 1990) de Bruce Bethke
6. Humanidad (Humanity, 1990) de Jerry Oltion

- La línea argumental continúa, retomando varios años después de la serie Robot City/Robot & Aliens, en la trilogía "The Robot Mysteries" de Mark W. Tiedemann
- La línea argumental continúa desde la trilogía de Mark W. Tiedemann en la historia "Have Robot, Will Travel" (2004, ISBN 1-59687-151-2) de Alexander C. Irvine